# Palomine (album)
Palomine is het debuutalbum van de Nederlandse alternatieve-rockband Bettie Serveert. Het album werd uitgebracht in 1992 op het label Guernica, een imprint van 4AD. De groep bracht ook een versie uit met bonustracks.

## Productie
Het album werd geproduceerd door Edwin Heath en Frans Hagenaars en opgenomen in de Sound Enterprise Studio's te Weesp.

## Ontvangst
In de Verenigde Staten werd het uitgebracht door Matador Records. Van het album Palomine werden alleen in de VS al ongeveer 200.000 exemplaren verkocht, wat ongekend was voor een Nederlandse rockband. In Nederland bereikte het album #2 in de Alternative Top 30 en #43 in de Album Top 100.

## Nummers
Alle teksten zijn geschreven door Carol van Dyk, alle muziek is geschreven door Bettie Serveert, tenzij anders aangegeven.
| 1.                 | Leg                               | 6:11 |
| 2.                 | Palomine                          | 4:09 |
| 3.                 | Kid's Allright                    | 4:20 |
| 4.                 | Brain-tag                         | 6:26 |
| 5.                 | Tom Boy                           | 4:21 |
| 6.                 | Under the Surface                 | 4:17 |
| 7.                 | Balentine                         | 4:11 |
| 8.                 | This Thing Nowhere                | 3:18 |
| 9.                 | Healthy Sick (Lou Barlow/Sebadoh) | 2:23 |
| 10.                | Sundazed to the Core              | 7:05 |
| 11.                | Palomine (small)                  | 2:31 |
| 12.                | Smile (Bonustrack)                |      |
| 13.                | Maggot (Bonustrack)               |      |
| 14.                | Get the Bird (Bonustrack)         |      |
| Totale duur: 46:12 |                                   |      |

## Hitnotering
| Hitlijst                | Toppositie |
| ----------------------- | ---------- |
| NL (Album Top 100)      | 43         |
| NL (Alternative Top 30) | 2          |
| NL (Midprice Top 50)    | 24         |
| NL (CombiAlbum Top 100) | 97         |
| VK (UK Albums Chart)    | 122        |